# Living Proof (Camila Cabello)
Living Proof è un singolo della cantante statunitense Camila Cabello, pubblicato il 15 novembre 2019 come quinto estratto dal secondo album in studio Romance.

## Pubblicazione
Camila Cabello ha menzionato Living Proof per la prima volta nel febbraio 2019, per poi annunciarla ufficialmente il 13 novembre 2019. Ha affermato che è una delle sue tracce preferite che ha scritto per Romance.

## Descrizione
Il testo della canzone usa l'immaginario religioso per descrivere la relazione della cantante con il suo amante. Inoltre, il ritornello è cantato interamente in falsetto. Il brano è stato scritto dalla stessa cantante insieme ad Alexandra Tamposi, Justin Tranter, Mattias Larsson e Robin Fredriksson.

## Esibizioni dal vivo
Camila Cabello ha presentato Living Proof dal vivo per la prima volta il 24 novembre 2019 agli American Music Awards.

## Video musicale
Il videoclip del singolo è stato reso disponibile il 24 novembre 2019.

## Tracce
1. Living Proof – 3:14

## Classifiche
| Classifica (2019) | Posizione massima |
| ----------------- | ----------------- |
| Canada            | 84                |
| Grecia            | 77                |
| Irlanda           | 82                |
| Lituania          | 51                |